# Wirdum (Groningue)
Pour les articles homonymes, voir Wirdum.
Wirdum est un village qui fait partie de la commune de Loppersum dans la province néerlandaise de Groningue.